# Conjunto vacío

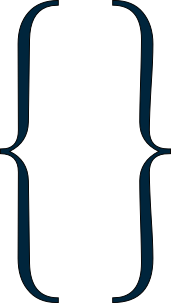
El conjunto vacío es aquel que no tiene elementos.

Desde principios del siglo XX, en la matemática, particularmente en la teoría axiomática de Conjuntos de ZF o la teoría intuitiva de conjuntos, el conjunto vacío es el que no posee  elemento alguno. Puesto que lo único que define a un conjunto es la propiedad que satisfacen sus elementos, el conjunto vacío es único.
Algunas propiedades de los conjuntos son obviamente ciertas para el conjunto vacío. En una teoría axiomática de conjuntos, la existencia de un conjunto vacío se postula.

## Historia
El concepto de "conjunto vacío", representa la idea de un conjunto que no contiene elementos. Su desarrollo es fundamental en la historia de la teoría de conjuntos y las matemáticas, particularmente en la transición de las nociones clásicas de números y colecciones a un marco más formal y abstracto para entender los objetos matemáticos.
La historia del conjunto vacío puede rastrearse hasta los primeros fundamentos de la teoría de conjuntos en el siglo XIX. La formalización de la teoría de conjuntos comenzó con el trabajo de Georg Cantor a finales de 1800. Cantor es conocido por desarrollar la teoría de la cardinalidad, que se centra en los tamaños de los conjuntos infinitos. Aunque Cantor no definió explícitamente el conjunto vacío, su trabajo sentó las bases para desarrollos posteriores. Trataba los conjuntos como colecciones de objetos y estaba interesado en las propiedades de estas colecciones, lo que preparó el terreno para tratamientos más rigurosos de los conjuntos y sus elementos.
La primera mención explícita del conjunto vacío apareció con los trabajos de Richard Dedekind y Giuseppe Peano, quienes, basándose en las ideas de Cantor, estaban formalizando los fundamentos de la aritmética y el álgebra. Dedekind, en particular, estaba interesado en definir los números en términos de conjuntos. Su trabajo sobre los números naturales incluyó definir el 0 como el conjunto vacío ∅, lo que marcó un momento importante en el desarrollo del concepto. Esta visión vinculaba el conjunto vacío directamente con la idea de "nada", ya que representaba la ausencia de elementos en una colección.
Sin embargo, no fue hasta principios del siglo XX, con el desarrollo de la teoría formal de conjuntos por Ernst Zermelo y Abraham Fraenkel, que el conjunto vacío se integró completamente en un marco matemático riguroso. Los axiomas de Zermelo de 1908 para la teoría de conjuntos (más tarde refinados en la teoría de conjuntos de Zermelo-Fraenkel, o ZFC) hicieron del conjunto vacío un componente fundamental del sistema axiomático. Los axiomas de Zermelo-Fraenkel incluyen un axioma de "extensionalidad", que esencialmente afirma que los conjuntos están determinados por sus elementos, y un axioma del "conjunto vacío", que garantiza la existencia de un conjunto sin elementos.
La inclusión del conjunto vacío como un objeto fundamental en la teoría de conjuntos tiene consecuencias de gran alcance en las matemáticas modernas. Sirve como el bloque de construcción para conjuntos más complejos y es crucial para comprender la estructura de objetos matemáticos, como funciones, relaciones y espacios topológicos. Su utilidad se extiende a casi todas las ramas de las matemáticas, desde la lógica hasta la topología, y es esencial en la formalización de demostraciones matemáticas, donde el conjunto vacío a menudo representa un caso base o la condición nula en definiciones inductivas y recursivas.

## Definición y notación

Símbolo del conjunto vacío

El conjunto vacío es el conjunto que no tiene elementos.
El conjunto vacío es denotado por los símbolos: ∅ o {\displaystyle \emptyset \,}
derivados de la letra Ø de las lenguas danesa y noruega, entre otras. Esta notación fue introducida por André Weil en 1939. Otra notación común para el conjunto vacío es la notación extensiva, especificando sus elementos (ninguno) entre llaves:
{\displaystyle \{\}\,}
El conjunto vacío {\displaystyle \emptyset \ } es el conjunto de todos los elementos {\displaystyle x} tal que  {\displaystyle x\neq x}.
Expresión analítica :  Sea el conjunto en el espacio vectorial R {\displaystyle S=\{x\in \mathbf {Z} :x^{2}-x-2=0\}.}.  Entonces  {\displaystyle S=\varnothing }

## Propiedades
Es necesario y legítimo hablar de «el conjunto vacío» y no de «un conjunto vacío». El conjunto vacío posee ciertas propiedades:
| - El único subconjunto del conjunto vacío es él mismo: {\displaystyle A\subseteq \varnothing \;{\text{ si y solo si }}\;A=\varnothing } - El número de elementos o cardinal del conjunto vacío es cero: {\displaystyle \|\varnothing \|=0} En particular, el conjunto vacío es un conjunto finito. |

Muchas afirmaciones sobre el conjunto vacío son trivialmente ciertas, debido a la siguiente propiedad:
| Sea una propiedad expresada mediante un predicado (como «ser mortal» o «ser un número primo»). Entonces todos los elementos del conjunto vacío poseen esa propiedad. |

Este teorema es cierto porque el conjunto vacío no tiene elementos, y decir «todo hombre en ∅ es inmortal» es lo mismo que afirmar que «no hay ningún hombre mortal en ∅», y esto último es trivialmente cierto. Además, el conjunto vacío actúa como el cero en las operaciones del álgebra de conjuntos:
| - Para todo conjunto A, el conjunto vacío es subconjunto de A: {\displaystyle \varnothing \subseteq A} - Para todo conjunto A, la unión de A con el conjunto vacío es A: {\displaystyle A\cup \varnothing =A} - Para todo conjunto A, la intersección de A con el conjunto vacío resulta en el conjunto vacío: {\displaystyle A\cap \varnothing =\varnothing } - Para todo conjunto A, el producto cartesiano de A y el conjunto vacío es vacío: {\displaystyle A\times \varnothing =\varnothing \times A=\varnothing } |

Adicionalmente, el conjunto potencia del conjunto vacío es el que contiene sólo al mismo conjunto vacío, es decir, { ∅ }. Por lo tanto, el número cardinal de {\displaystyle {\mathcal {P}}(\varnothing )=\{\varnothing \}} es {\displaystyle |{\mathcal {P}}(\varnothing )|=1}.

## Otras propiedades
- La intersección de un conjunto y su complementario es el conjunto vacío. En símbolos: {\displaystyle A\cap A^{c}=\varnothing }.
- El conjunto {\displaystyle \varnothing } es abierto y cerrado.
- La diferencia de cualquier conjunto consigo mismo es el conjunto vacío. {\displaystyle A\setminus A=\varnothing }.
- En la diferencia simétrica definida en un conjunto potencia , el conjunto vacío es el elemento neutro, esto es,  {\displaystyle A\ \Delta \varnothing =A}.
- En una partición de un conjunto inducida por una relación de equivalencia, la intersección de dos clases distintas es el conjunto vacío. {\displaystyle k\neq l\Rightarrow A_{k}\cap A_{l}=\varnothing }.
- El conjunto vacío es elemento del conjunto potencia de cualquier conjunto, necesariamente. {\displaystyle \varnothing \in {\mathcal {P}}(A)}.[8]
- La unión de una familia vacía de conjuntos es el conjunto vacío.
- La intersección de una familia vacía de conjuntos es el conjunto vacío.
- {\displaystyle \varnothing } figura como elemento propio de toda  topología sobre X. Notación: {\displaystyle \varnothing \in T(X)}. Y es cerrado, a la vez que abierto en cualquier topología.[9]
- La intersección del interior del  conjunto A con el interior de su complementario es {\displaystyle A^{\circ }\cap B^{\circ }=\varnothing } donde {\displaystyle B=X\setminus A}.
- La intersección del interior con su frontera es  {\displaystyle A^{\circ }\cap \partial A=\varnothing }.
- El conjunto  {\displaystyle A=\{x/x\in {\mathcal {R}}\}} tal que {\displaystyle |x|<0} es igual a {\displaystyle \varnothing }.[10]
- En cálculo de probabilidades el conjunto vacío representa el suceso imposible y P(∅) = 0.[11]

## En otras áreas de las matemáticas

### Números reales extendidos
Dado que el conjunto vacío no tiene miembros cuando se considera como un subconjunto de cualquier conjunto ordenado, cada miembro de ese conjunto será un límite superior e inferior para el conjunto vacío. Por ejemplo, cuando se ve como un subconjunto de los números reales, con su orden habitual, representado por una recta numérica real, cada número real es un límite superior e inferior para el conjunto vacío. Cuando se ve como un subconjunto de los valores reales extendidos formados al agregar dos "números" o "puntos" a los números reales (es decir, infinito negativo, denotado {\displaystyle -\infty \!\,,} que se define como menor que cualquier otro número real aumentado, y el infinito positivo , denotado por {\displaystyle +\infty \!\,,}, que se define como mayor que cualquier otro número real aumentado), obtenemos que:
{\displaystyle \sup \varnothing =\min(\{-\infty ,+\infty \}\cup \mathbb {R} )=-\infty ,}
y
{\displaystyle \inf \varnothing =\max(\{-\infty ,+\infty \}\cup \mathbb {R} )=+\infty .}
En otras palabras, el límite superior más pequeño (sup o supremum) del conjunto vacío es infinito negativo, mientras que el límite inferior más grande (inf o infimum) es infinito positivo. Por analogía con lo anterior, en el dominio de los valores reales extendidos, el infinito negativo es el elemento idéntico para los operadores máximo y supremo, mientras que el infinito positivo es el elemento identidad para los operadores mínimo e ínfimo.

### Topología
En cualquier espacio topológico X, el conjunto vacío es abierto por definición, al igual que X. Dado que el complemento del conjunto abierto es cerrado, y el conjunto vacío y X son complementarios entre sí, el conjunto vacío también es cerrado, lo que lo convierte en un conjunto abierto-cerrado. Además, el conjunto vacío es compacto por el hecho de que todo conjunto finito es compacto.
El cierre del conjunto vacío es vacío. Esto se conoce como "preservación de uniones nulas".

### Teoría de categorías
Si {\displaystyle A} es un conjunto entonces hay exactamente una función  {\displaystyle f} desde el {\displaystyle \varnothing } hacia {\displaystyle A,} que es una función vacía. Por lo tanto, el conjunto vacío es el único objeto inicial de la categoría de conjunto y función.
Un conjunto vacío se puede convertir en un espacio topológico, llamado espacio vacío, de una sola manera: definiendo que el conjunto vacío sea abierto. Este espacio topológico vacío es un objeto inicial único en la categoría de espacios topológicos con mapas continuos. De hecho, es un objeto inicial estricto: solo el conjunto vacío tiene una función de conjunto vacío.

### Teoría de conjuntos
En la construcción ordinal de von Neumann, 0 se define como el conjunto vacío, y el sucesor del ordinal se define como {\displaystyle S(\alpha )=\alpha \cup \{\alpha \}} . Entonces tenemos {\displaystyle 0=\varnothing }, {\displaystyle 1=0\cup \{0\}=\{\varnothing \}}, {\displaystyle 2=1\cup \{1\}=\{\varnothing ,\{\varnothing \}\}}, y así sucesivamente. La construcción de Von Neumann, junto con el axioma del infinito, que garantiza la existencia de al menos un conjunto infinito, puede usarse para construir el conjunto de números naturales, {\displaystyle \mathbb {N} _{0}}, tal que se satisfagan los Axiomas de Peano de la aritmética.

## Existencia cuestionada

### Cuestiones históricas
En el contexto de los conjuntos de números reales, Cantor utilizó {\displaystyle P\equiv O} para denotar «{\displaystyle P} no contiene ningún punto». Esta notación {\displaystyle \equiv O} se utilizó en definiciones; por ejemplo, Cantor definió dos conjuntos como disjuntos si su intersección tiene ausencia de puntos; sin embargo, es discutible si Cantor consideró {\displaystyle O} como un conjunto existente por sí mismo, o si Cantor simplemente utilizó {\displaystyle \equiv O} como un predicado de vacío. Zermelo aceptó {\displaystyle O} en sí mismo como un conjunto, pero lo consideró un «conjunto impropio».

### Teoría axiomática de conjuntos
En la teoría de conjuntos de Zermelo, la existencia del conjunto vacío está asegurada por el axioma de conjunto vacío, y su unicidad se deriva del axioma de extensionalidad. Sin embargo, el axioma del conjunto vacío puede mostrarse redundante al menos de dos maneras:
- La lógica de primer orden estándar implica, simplemente a partir de los axiomas lógicos, que "algo" existe, y en el lenguaje de la teoría de conjuntos, esa cosa debe ser un conjunto. Ahora bien, la existencia del conjunto vacío se deriva fácilmente del axioma de separación.

- Incluso utilizando la lógica libre (que no implica lógicamente que algo exista), ya existe un axioma que implica la existencia de al menos un conjunto, a saber, el axioma del infinito.

### Cuestiones filosóficas
Aunque el conjunto vacío es un concepto matemático estándar y ampliamente aceptado, sigue siendo una curiosidad ontológica, cuyo significado y utilidad debaten filósofos y lógicos.
El conjunto vacío no es lo mismo que nada; más bien, es un conjunto con nada adentro y un conjunto siempre es algo. Este problema puede superarse considerando un conjunto como una bolsa: una bolsa vacía sigue existiendo, sin duda. Darling (2004) explica que el conjunto vacío no es nada, sino «el conjunto de todos los triángulos con cuatro lados, el conjunto de todos los números que son mayores que nueve pero menores que ocho, y el conjunto de todas las movimientos de apertura en ajedrez que implican un rey.»
El silogismo popular
"Nada es mejor que la felicidad eterna; un bocadillo de jamón es mejor que nada; por lo tanto, un bocadillo de jamón es mejor que la felicidad eterna"
se utiliza a menudo para demostrar la relación filosófica entre el concepto de nada y el conjunto vacío. Darling escribe que el contraste puede verse reescribiendo las afirmaciones «Nada es mejor que la felicidad eterna» y «[Un] bocadillo de jamón es mejor que nada» en tono matemático. Según Darling, la primera equivale a «El conjunto de todas las cosas que son mejores que la felicidad eterna es  
∅ » y la segunda a «El conjunto {sándwich de jamón} es mejor que el conjunto  ∅ ». El primero compara elementos de conjuntos, mientras que el segundo compara los conjuntos en sí.
El filósofo Jonathan Lowe sostiene que si bien el conjunto vacío
fue sin duda un hito importante en la historia de las matemáticas, ... no deberíamos asumir que su utilidad en el cálculo depende de que realmente denote algún objeto.
también es el caso que:
Todo lo que se nos dice sobre el conjunto vacío es que (1) es un conjunto, (2) no tiene miembros, y (3) es único entre los conjuntos por no tener miembros. Sin embargo, hay muchas cosas que «no tienen miembros», en el sentido de la teoría de conjuntos— a saber, todos los no-conjuntos. Está perfectamente claro por qué estas cosas no tienen miembros, ya que no son conjuntos. Lo que no está claro es cómo puede haber, únicamente entre los conjuntos, un conjunto que no tenga miembros. No podemos conjurar tal entidad en existencia por mera estipulación.«
George Boolos argumentó que mucho de lo obtenido hasta ahora por la teoría de conjuntos puede obtenerse con la misma facilidad mediante cuantificación plural sobre individuos, sin reificar conjuntos como entidades singulares que tienen otras entidades como miembros.